# 埼玉のホスト
『埼玉のホスト』（さいたまのホスト）は、2023年7月26日（25日深夜）から9月20日（19日深夜）までTBSテレビの深夜ドラマ枠「ドラマストリーム」にて放送されたテレビドラマ。主演は山本千尋。

## キャスト

### 主要人物
荒牧ゆりか（あらまき ゆりか）
演 - 山本千尋
超優秀なコンサルタント。埼玉のホストクラブ「エーイチ」を立て直すためにスカウト活動に勤しむ。
岩槻キセキ（いわつき キセキ）〈25〉
演 - 福本大晴（Aぇ! group / 関西ジャニーズJr.）
ゆりかがスカウトした植物としか喋れない超奥手な農家の息子。埼玉県熊谷市出身。
赤坂ゲンジ（あかさか ゲンジ）
演 - 楽駆
歌舞伎町トップホストクラブ「ラブ2000」のNo.1ホスト。

### エーイチ
浦西コバト（うらにし コバト）
演 - 木村了
オーナー。フレンドリーな性格だがホストたちになめられた。
高崎セン（たかさき セン）
演 - 中沢元紀
元歌舞伎町ホスト。群馬前橋育ち。「エーイチ」唯一の常識人。
行田マモル（ぎょうだ マモル）
演 - 田中洸希
ビジュアル担当。末っ子キャラだがプライドが高い一面もある。
枚方祥太郎（ひらかた しょうたろう）
演 - 濱尾ノリタカ
埼玉の大学に通う学生兼ホスト。空気が読めない性格。趣味は筋トレ。
吉見大鉄（よしみ だいてつ）
演 - 守谷日和
メイク担当兼ボーイ。ホストたちのお母さん的な存在。

### ラブ2000
成城マコト（せいじょう マコト）
演 - 中山咲月
「ラブ2000」で働くお坊ちゃんホスト。

### ゲスト

#### 第1話
銀行員
演 - 大水洋介（ラバーガール）

#### 第5話
映画製作スタッフ
演 - 中井千聖、斉藤莉生
シノの元同僚
演 - 三浦獠太

## スタッフ
- 脚本 - 伊吹一[3]
- 演出 - 古林淳太郎、坂上卓哉[3]
- 音楽 - 青木沙也果[2]
- 主題歌 - Sean Oshima「回せ回せよ哲学を -Imagine-」（A-Sketch）[2]
- 挿入歌 - りみー「この物語はフィクションです」（SoCo Records）[2]
- ホスト監修 - group BJ
- 技術協力 - フォーチュン
- 協力プロデューサー - 磯山晶[3]
- 配信プロデューサー - 今井夏木、杉山香織[3]
- プロデューサー - 杉田彩佳[3]
- 特別協力 - 鴻巣市
- 制作プロダクション - TBSスパークル[3]
- 製作 - 『埼玉のホスト』製作委員会[3]

## 放送日程
| 各話   | 放送日  | サブタイトル                               | 演出       |
| ------ | ------- | ------------------------------------------ | ---------- |
| 第1話  | 7月26日 | 埼玉のホスト、奇跡の人に出会う             | 古林淳太郎 |
| 第2話  | 8月02日 | 埼玉のホスト、歌舞伎町に弟子入りする       | 古林淳太郎 |
| 第3話  | 8月09日 | 埼玉のホスト、仲間割れする                 | 坂上卓哉   |
| 第4話  | 8月16日 | 埼玉のホスト、ケーサツにお世話になる       | 坂上卓哉   |
| 第5話  | 8月30日 | 埼玉のホスト、ハリウッドに進出する         | 古林淳太郎 |
| 第6話  | 9月06日 | 埼玉のホスト、テレビ埼玉デビュー           | 坂上卓哉   |
| 第7話  | 9月13日 | 埼玉のホスト、恋のライバル現る             | 坂上卓哉   |
| 最終話 | 9月20日 | 埼玉vs歌舞伎町!勝負の行方は意外な結末へ…!? | 古林淳太郎 |